# Rick Harrison
Rick Harrison, född 25 juni 1965 i Lexington, North Carolina, är en amerikansk affärsman och TV-personlighet från Las Vegas.
Harrison medverkar i TV-serien Pawn Stars som handlar om en pantbank i Las Vegas som ägs och drivs av tre generationer ur familjen Harrison, Richard "Old Man", hans son Rick och barnbarnet Corey. De får också hjälp av Coreys barndomsvän, Austin "Chumlee" Russell. Pawn Stars har sänts sedan 2009.